# Cirriphyllum koponenii
Cirriphyllum koponenii là một loài Rêu trong họ Brachytheciaceae. Loài này được (Ignatov) Ignatov & Huttunen mô tả khoa học đầu tiên năm 2002.